# Bilady, Bilady, Bilady
Bilady, Bilady, Bilady (arabiska: بلادي بلادي بلادي, "Mitt hemland, mitt hemland, mitt hemland") är Egyptens nationalsång. Den skrevs av Sayed Darwish och antogs 1979.

## Texten[1]
| Egyptisk arabiska                                                        | Romanisering                                                                                       | Fonetisk transkription                                                                                              | Svensk översättning |
| Refräng                                                                  | Refräng                                                                                            | Refräng | Refräng |
| ------------------------------------------------------------------------ | -------------------------------------------------------------------------------------------------- | --- | --- |
| بلادي بلادي بلادي لك حبي وفؤادي بلادي بلادي بلادي لك حبي وفؤادي          | Beladi Beladi Beladi Læke ħobbi wæ-fo’adi Beladi Beladi Beladi Læke ħobbi wæ-fo’adi                | [belɑːdiː belɑːdiː belɑːdiː] [læki ħobːiː wæfoʔɑːdiː] [belɑːdiː belɑːdiː belɑːdiː] [læki ħobːiː wæfoʔɑːdiː]         | Mitt hemland, mitt hemland, mitt hemland Din är min kärlek och mitt hjärta Mitt hemland, mitt hemland, mitt hemland Din är min kärlek och mitt hjärta |
| Vers 1                                                                   | | | |
| مصر يا أم البلاد أنت غايتي والمراد وعلى كل العباد كم لنيلك من أيادي      | Mæṣre ja omm el-belad ’Ænte ġajti wæl-morad Wæ-‘æla koll el-‘æbad Kæm le-Nilek men ’ajadi          | [mæsˤɾe jɑː omː elbelɑːd] [ʔanti ɣɑːjtiː wælmoɾɑːd] [wæʕælɑː kolː elʕæbɑːd] [kæm leniːlek men ʔɑːjɑːdiː]            | Egypten! Å mor av alla länder, Du är mitt hopp och min ambition Och över allt folk Nilen din har oräkneliga behag!                                    |
| Refräng                                                                  | | | |
| Vers 2                                                                   | | | |
| مصر أنت اغلى درة فوق جبين الدهر غرة يا بلادي عيشي حرة واسلمي رغم الأعادي | Mæṣre ’ænte æġla dorræh Fæwqe gebin æd-dæhr ġorræh Ja beladi ‘æjši ħorræh Wæ-æslæmi ræġæm æl-æ‘adi | [mæsˤɾi ʔænti æɣlɑː dorːæh] [fæwqi gebiːn æd.dæhɾ ɣorːæh] [jɑː belɑːdiː ʕæjʃiː ħorːæh] [wæ.æslæmiː ɾæɣæm ælæʔɑːdiː] | Egypten! Värdefullaste ädelsten! En flamma på evighetens panna! Å mitt hemland, var i all tid fri, Säker från varje fiende!                           |
| Refräng                                                                  | | | |
| Vers 3                                                                   | | | |
| مصر أولادك كرام أوفياء يرعوا الزمام نحن حرب وسلام و فداكي يا بلادي       | Mæṣre æwladek keram Æwfeja’ jær‘u æz-zemam Næħno ħærbon wæ-sælam Wæ-fedaki ja beladi.              | [mæsˤɾi æwlɑːdek keɾɑːm] [æwfejɑːʔ jæɾʕuː æzzemɑːm] [næħnu ħæɾbon wæsælɑːm] [wæfedɑːkiː jɑː belɑːdiː]               | Egypten, ädla är dina barn. Lojala och omhändetagande. Vare sig i krig eller i fred Vi skall offra oss själva för dig, mitt hemland.                  |
| Refräng                                                                  | | | |